# Munidopsis modesta
Munidopsis modesta is een tienpotigensoort uit de familie van de Munidopsidae. De wetenschappelijke naam van de soort is voor het eerst geldig gepubliceerd in 1902 door Benedict.